# Cidade Rodrigo
Cidade Rodrigo (em castelhano: Ciudad Rodrigo) é um município da Espanha na província de Salamanca, comunidade autónoma de Castela e Leão, de área 239,61 km² com população de 13 922 habitantes (2007) e densidade populacional de 59,01 hab/km².
À comarca judicial deste município pertence a localidade de Fontes de Onor, que faz fronteira com Vilar Formoso, distrito da Guarda, Portugal.

## Demografia
| Variação demográfica do município entre 1991 e 2004 | Variação demográfica do município entre 1991 e 2004 | Variação demográfica do município entre 1991 e 2004 | Variação demográfica do município entre 1991 e 2004 |
| --------------------------------------------------- | --------------------------------------------------- | --------------------------------------------------- | --------------------------------------------------- |
| 1991                                                | 1996                                                | 2001                                                | 2004                                                |
| 14 882                                              | 14 901                                              | 13 991                                              | 14 169                                              |

## História
A rica e ocupada história de Cidade Rodrigo inclui os vetões, romanos, bárbaros, muçulmanos, a reconquista cristã e a Guerra da Independência Espanhola. Propôs-se que fosse conhecida como Augustóbriga (em latim: Augustobriga) ou Miróbriga (em latim: Mirobriga) durante o período romano.

## Património
- Hospital da Paixão, é um dos mais antigos do mundo em funcionamento
- Castelo, convertido em parador

## Geminação
- Figueira da Foz
- Ourém desde fevereiro 2010
- Viseu